# Pelorosaurus
Pelorosaurus är en art av Brachiosaurider som levde under yngre krita i England. Dess namn betyder "monstruös ödla", och beskrevs av Gideon Mantell år 1850. Det var en av det första sauropoderna som beskrevs tillsammans med Cetiosaurus. De enda fossilen man fann var en överarmsben och några kotor.